# Idaea infirmaria
Idaea infirmaria är en fjärilsart som beskrevs av Jules Pièrre Rambur 1833. Idaea infirmaria ingår i släktet Idaea och familjen mätare. Inga underarter finns listade i Catalogue of Life.

## Bildgalleri

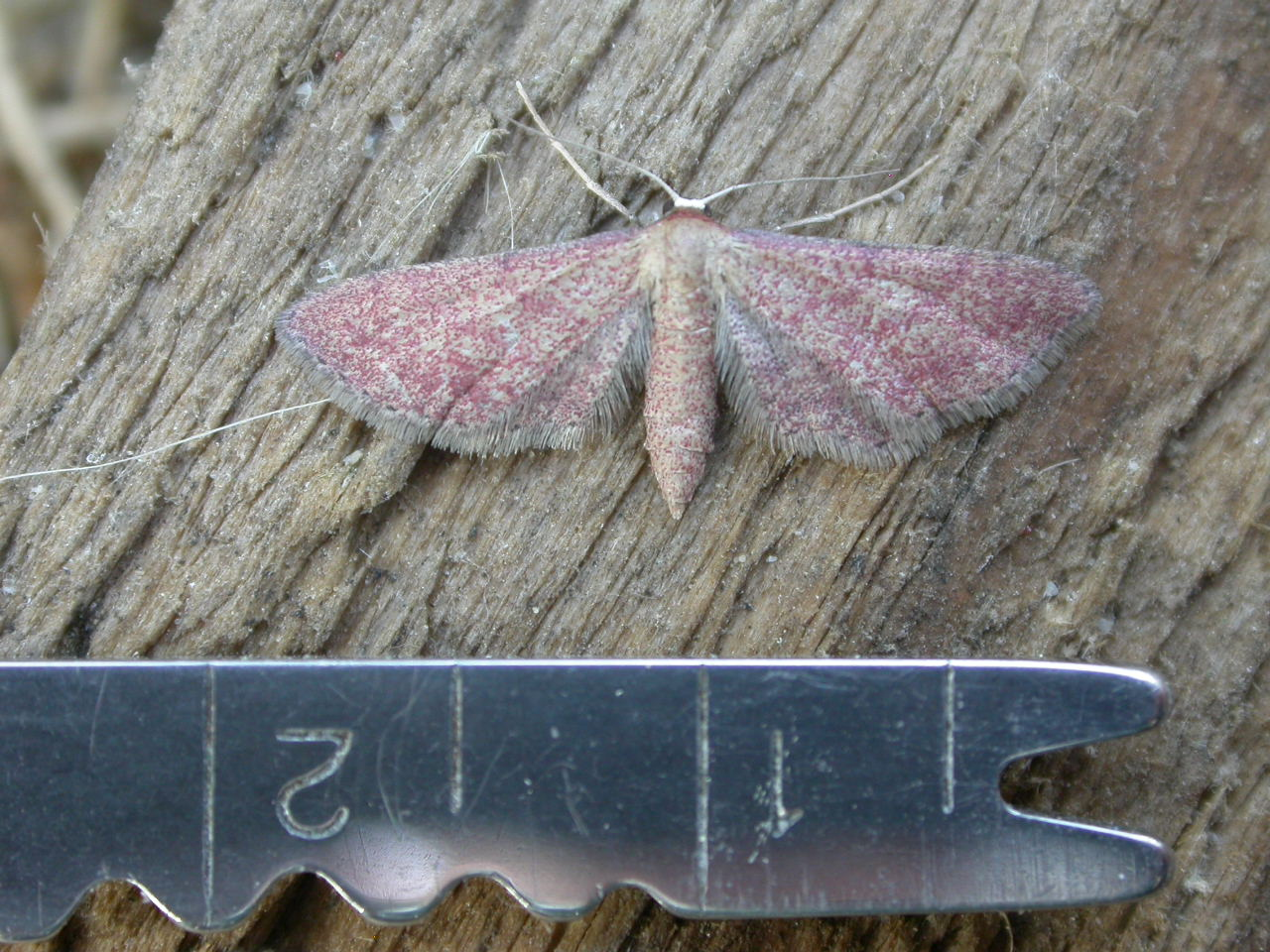
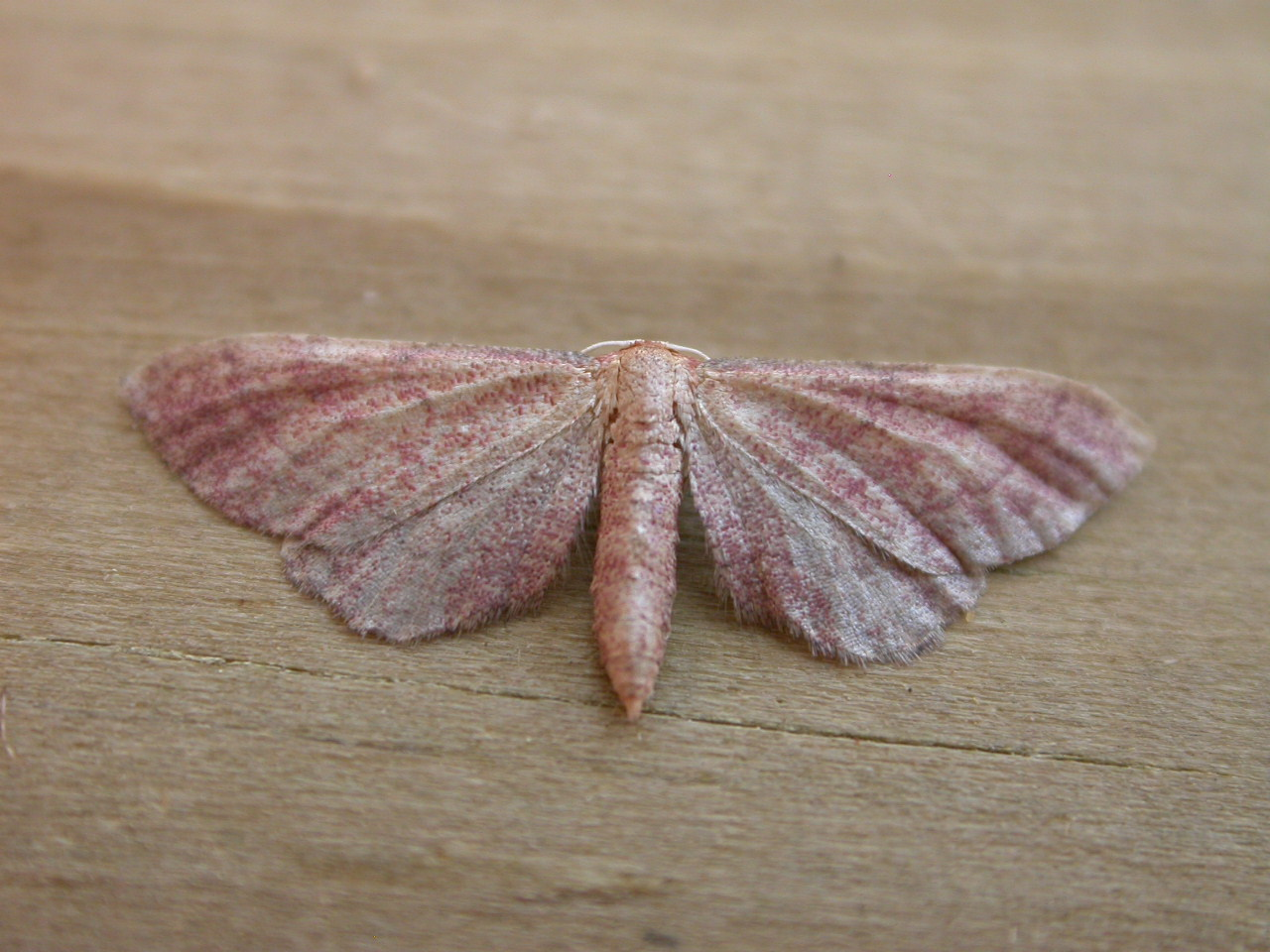